# Al Uroba Tripoli
Maillots
Le Al Uroba Sports, Social & Cultural Club (en arabe : نادي العروبة الرياضي الثقافي الاجتماعي), plus couramment abrégé en Al Uroba, est un club libyen de football fondé en 1957 et basé dans la ville d'Al Ajaylat.

## Palmarès
| Compétitions nationales                             |
| --------------------------------------------------- |
| - Championnat de Libye : - Vice-champion : 2004-05. |